# Harry Seeley
Harry Govier Seeley (18 tháng 2 năm 1839 – 8 tháng 1 năm 1909) là một nhà cổ sinh vật học người Anh.

## Tiểu sử
Seeley sinh ra tại London, con trai của Richard Howell Seeley, thợ kim hoàn, và người vợ thứ hai tên là Mary Govier. Ông đã theo học tại Trường Hoàng gia Mines, Kensington trước khi trở thành một trợ lý của Adam Sedgwick tại Bảo tàng Woodwardian, Cambridge, từ năm 1859. Ông trúng tuyển làm sinh viên tại Sidney Sussex College, Cambridge vào năm 1863.
Ông đã từ chối đề nghị làm ở cả Bảo tàng Anh và Cục khảo sát địa chất Anh để tự làm việc một mình. Thời gian cuối trong sự nghiệp của mình, ông chấp nhận một vị trí giáo sư địa chất tại Đại học Hoàng gia, Cambridge và Bedford College (London) (1876). Sau này ông đã giảng về Địa chất và sinh lý học tại Dulwich College và giáo sư địa chất và Khoáng tại Đại học Hoàng gia London (1896-1905).
Ông xác định rằng khủng long được phân vào hai nhóm lớn, khủng long hông thằn lằn (Saurischia) và khủng long hông chim (Ornithischia), dựa vào tính chất của xương và khớp xương chậu của chúng. Ông đã xuất bản kết quả của mình vào năm 1888, từ một bài giảng ông đã giảng năm trước. Các nhà cổ sinh vật học vào thời kỳ này đã phân chia Dinosauria theo những cách khác nhau, tùy thuộc vào cấu trúc của bàn chân và các hình thức của răng chúng.
Ông đã kết hôn vào năm 1872 với Eleanora Jane, con gái của William Mitchell của Bath. Con gái của họ Maude cưới Arthur Smith Woodward, FRS.
Ông qua đời ở Kensington, London và được chôn cất tại Nghĩa trang Brookwood.